# Sprawiedliwość immanentna
Sprawiedliwość immanentna – tok rozumowania oparty na przekonaniu, że złamaniu czy naruszeniu reguł (nawet jeśli nikt o nich nie wie), zawsze towarzyszy następstwo o charakterze kary.
Jest to cecha myślenia stanowiąca naturalną postawę rozwojową w stadium realizmu moralnego, wyróżnionego przez Jeana Piageta, przypadającego na 5-7 rok życia dziecka oraz w niektórych zaburzeniach psychicznych o charakterze psychotycznym.